# 山﨑立士
山﨑 立士（やまざき たつじ）は、日本の男性テレビアニメプロデューサー、アニメーション監督、脚本家。

## 来歴・人物
かつてはアニメスタジオ「銀河帝国」で真下耕一、石山タカ明に師事しながら『ドミニオン』などOVAの演出助手・演出を務めていた。
1990年、プロデューサーに転向し、旭通信社（後のADKホールディングス）に入社。併せて日本アドシステムズに所属。以後、数多くのアニメーション作品をプロデュース。ペンネームで脚本も手掛けた。
『ドラえもん』では大山ドラ末期に亀山泰夫の後任としてチーフプロデューサーに就任し、その流れで2005年のリニューアルにも関与した。他、長期にわたって断続的に制作・放送された『夏目友人帳』を立ち上げた。
2012年ごろにADKを退社してフリーとなり、再びアニメーション演出家として活動する。2013年の『鉄人28号ガオ!』で監督デビュー。
好物は日本酒とワインである。

## 参加作品

### ASATSUでの作品
1990年
- NG騎士ラムネ&40（プロデューサー）
- キテレツ大百科（プロデューサー）

1991年
- 宇宙の戦士（テレビ東京放送時担当）
- ドミニオン（テレビ東京放送時担当）
- OVA NG騎士ラムネ&40EX ビクビクトライアングル愛の嵐大作戦（プロデューサー）

1992年
- クッキングパパ（第47話-）（プロデューサー）

1993年
- OVA NG騎士ラムネ&40DX ワクワク時空 炎の大捜査戦（プロデューサー）

1995年
- H2（プロデューサー）

1996年
- VS騎士ラムネ&40炎（プロデューサー）

1997年
- 超魔神英雄伝ワタル（プロデューサー）

1998年
- カウボーイビバップ（テレビ東京版放送担当）

### ADKでの作品
2001年
- こちら葛飾区亀有公園前派出所（プロデューサー補）

2002年
- 七人のナナ（プロデューサー）
- ラーゼフォン（プロデューサー）　　　

2003年
- WOLF'S RAIN　　
- ラーゼフォン 多元変奏曲（プロデューサー）
- ドラえもん（チーフプロデューサー → 総合プロデューサー）

2006年
- 映画ドラえもん のび太の恐竜2006（プロデューサー）

2007年
- 映画ドラえもん のび太の新魔界大冒険 〜7人の魔法使い〜（プロデューサー）

2008年
- 映画ドラえもん のび太と緑の巨人伝（プロデューサー）

2009年
- 映画ドラえもん 新・のび太の宇宙開拓史（プロデューサー）

2010年
- 映画ドラえもん のび太の人魚大海戦（プロデューサー）

### NASでの作品
1990年
- ドラゴンクエスト 勇者アベル伝説（プロデューサー）

1992年
- バトルファイターズ 餓狼伝説（プロデューサー）

1993年
- ドラゴンリーグ（プロデューサー）
- バトルファイターズ餓狼伝説2（プロデューサー）
- バトルスピリッツ 龍虎の拳（プロデューサー）

1994年
- 餓狼伝説 -THE MOTION PICTURE-（プロデューサー）　　
- サムライスピリッツ 〜破天降魔の章〜（プロデューサー）

1995年
- 恐竜冒険記ジュラトリッパー（プロデューサー）

1998年
- 発明BOYカニパン（プロデューサー）

1999年
- 超発明BOYカニパン（プロデューサー）
- ブースカ! ブースカ!!（アソシエイト・プロデューサー）

2001年
- フルーツバスケット（プロデューサー）
- 電脳冒険記ウェブダイバー（プロデューサー）

2002年
- 爆闘宣言ダイガンダー（プロデューサー）
- ドラゴンドライブ（プロデューサー）

2003年
- 超ロボット生命体トランスフォーマー マイクロン伝説（プロデューサー）

2004年
- カッパの飼い方（プロデューサー）

2005年
- 劇場版テニスの王子様 二人のサムライ The FirstGame
- 劇場版テニスの王子様 跡部からの贈り物 君に捧げるテニプリ祭り

2006年
- 人造昆虫カブトボーグ V×V（プロデューサー）
- 銀牙伝説WEED（企画）
- OVAテニスの王子様 全国大会篇（企画）

2007年
- 鋼鉄三国志（企画）
- ドラゴノーツ -ザ・レゾナンス-（企画）
- ZOMBIE-LOAN（企画）
- 映画ピアノの森 The perfect world of KAI（プロデューサー）

2008年
- ペンギン娘♥はぁと（企画）
- はっけん たいけん だいすき! しまじろう（企画）
- ヴァンパイア騎士（企画）
- 夏目友人帳（企画）　　　　
- ヴァンパイア騎士 Guilty（企画）

2009年
- 続 夏目友人帳（企画）　　
- 遊☆戯☆王5D's（企画）

2010年
- 10thアニバーサリー 劇場版 遊☆戯☆王 〜超融合!時空を越えた絆〜（プロデューサー）

### 演出家としての作品
1987年
- ザ・サムライ（演出助手）

1988年
- ドミニオン（演出）

1989年
- 超獣機神ダンクーガ（演出）
- 変幻退魔夜行 カルラ舞う!-奈良怨霊絵巻-（演出）

2013年
- 鉄人28号ガオ!（監督・脚本・絵コンテ・演出）

2016年
- 少年アシベ GO! GO! ゴマちゃん（絵コンテ・演出）
- ぼのぼの(2作目)（絵コンテ・演出）

2017年
- 銃娘:ガンガール（シリーズ構成・脚本）

2018年
- 異世界居酒屋〜古都アイテーリアの居酒屋のぶ〜（絵コンテ）

2020年
- 無限の住人-IMMORTAL-（演出）
- りばあす（演出）
- アラド:逆転の輪（演出）

2021年
- はたらく細胞BLACK（演出）
- ミュークルドリーミー みっくす!（演出）
- たとえばラストダンジョン前の村の少年が序盤の街で暮らすような物語（絵コンテ・演出）

2022年
- 最遊記RELOAD -ZEROIN-（演出）
- TRIBE NINE（演出）
- CUE!（絵コンテ）
- おじゃる丸（絵コンテ）
- 魔入りました!入間くん（演出）

2023年
- 英雄王、武を極めるため転生す 〜そして、世界最強の見習い騎士♀〜（演出）

2024年
- この世界は不完全すぎる（絵コンテ）
- 魔王様、リトライ!R（絵コンテ・演出）
- 妖怪学校の先生はじめました!（絵コンテ）